# Force India VJM02
Force India VJM02 — гоночный автомобиль с открытыми колёсами команды Force India на сезон 2009 Формулы-1.

## Презентация
Презентация машины состоялась 1 марта 2009 на трассе Херес, Испания.. В этот же день состоялись первые тесты.

## Спонсоры
Основные спонсоры — Kingfisher Airlines, ICICI Bank, Medion, Reebok, Royal Challenge, White&Mackay.

## Достижения
На этой модели Джанкарло Физикелла завоевал пока самые лучшие стартовые и финишные позиции для Force India.

## Результаты в чемпионате мира Формулы-1
| Год  | Команда     | Двигатель   | Шины | Пилоты    | 1   | 2     | 3   | 4   | 5    | 6   | 7    | 8   | 9   | 10   | 11  | 12  | 13   | 14   | 15  | 16   | 17  | Место | Очки |
| ---- | ----------- | ----------- | ---- | --------- | --- | ----- | --- | --- | ---- | --- | ---- | --- | --- | ---- | --- | --- | ---- | ---- | --- | ---- | --- | ----- | ---- |
| 2009 | Force India | Mercedes V8 | B    |           | АВС | МАЛ ‡ | КИТ | БАХ | ИСП  | МОН | ТУР  | ВЕЛ | ГЕР | ВЕН  | ЕВР | БЕЛ | ИТА  | СИН  | ЯПО | БРА  | АБУ | 9     | 13   |
| 2009 | Force India | Mercedes V8 | B    | Сутиль    | 9   | 17    | 17† | 16  | Сход | 14  | 17   | 17  | 15  | Сход | 10  | 11  | 4    | Сход | 13  | Сход | 15  | 9     | 13   |
| 2009 | Force India | Mercedes V8 | B    | Физикелла | 11  | 18    | 14  | 15  | 14   | 9   | Сход | 10  | 11  | 14   | 12  | 2   |      |      |     |      |     | 9     | 13   |
| 2009 | Force India | Mercedes V8 | B    | Лиуцци    |     |       |     |     |      |     |      |     |     |      |     |     | Сход | 14   | 14  | 11   | 17  | 9     | 13   |

| Легенда к таблице |                                                                    |
| --- | ------------------------------------------------------------------ |
| В таблице перечислены результаты всех Гран-при Формулы-1, в которых использовался автомобиль. Строками таблицы являются сезоны, столбцами — этапы чемпионата мира. В каждой клетке указаны сокращённое название этапа и результат, дополнительно обозначенный цветом. Расшифровка обозначений и цветов представлена в нижеследующей таблице. |                                                                    |
| \| Пример \| Описание \| \| ------------ \| ------------------------------------------------------------------ \| \| 1 \| Победитель \| \| 2 \| Второе место \| \| 3 \| Третье место \| \| 5 \| Финишировал, заработав очки \| \| Сход \| Не финишировал, но при этом заработал очки \| \| 12 \| Финишировал, не получив очков \| \| НКЛ \| Финишировал, но не попал в финальную классификацию \| \| 15 \| Участвовал вне зачёта, либо по отдельной классификации \| \| 18 \| Не финишировал, но попал в финальную классификацию \| \| Сход \| Не финишировал \| \| НКВ \| Не прошёл квалификацию \| \| НПКВ \| Не прошёл предквалификацию \| \| ДСК \| Дисквалифицирован \| \| ИСК \| Исключён из протокола соревнований \| \| ТТ \| Заявлен для участия только в тренировках \| \| НС \| Участвовал в квалификации, но не стартовал в гонке \| \| Т \| Травмирован или болен \| \| ОТК \| Отказ от участия \| \| НТР \| Прибыл на соревнования, но на трассу не выезжал \| \| НПР \| Был заявлен в числе участников, но не прибыл к началу соревнований \| \| О \| Соревнования отменены \| \| \| Не участвовал \| \| Поул-позиция \| \| \| Быстрый круг \| \| |                                                                    |
| Пример | Описание                                                           |
| 1 | Победитель                                                         |
| 2 | Второе место                                                       |
| 3 | Третье место                                                       |
| 5 | Финишировал, заработав очки                                        |
| Сход | Не финишировал, но при этом заработал очки                         |
| 12 | Финишировал, не получив очков                                      |
| НКЛ | Финишировал, но не попал в финальную классификацию                 |
| 15 | Участвовал вне зачёта, либо по отдельной классификации             |
| 18 | Не финишировал, но попал в финальную классификацию                 |
| Сход | Не финишировал                                                     |
| НКВ | Не прошёл квалификацию                                             |
| НПКВ | Не прошёл предквалификацию                                         |
| ДСК | Дисквалифицирован                                                  |
| ИСК | Исключён из протокола соревнований                                 |
| ТТ | Заявлен для участия только в тренировках                           |
| НС | Участвовал в квалификации, но не стартовал в гонке                 |
| Т | Травмирован или болен                                              |
| ОТК | Отказ от участия                                                   |
| НТР | Прибыл на соревнования, но на трассу не выезжал                    |
| НПР | Был заявлен в числе участников, но не прибыл к началу соревнований |
| О | Соревнования отменены                                              |
| | Не участвовал                                                      |
| Поул-позиция |                                                                    |
| Быстрый круг |                                                                    |

† Не финишировал, но был классифицирован

‡ Гонка была прервана из-за погодных условий, гонщики получили половину очков